# Enoteca Italiana

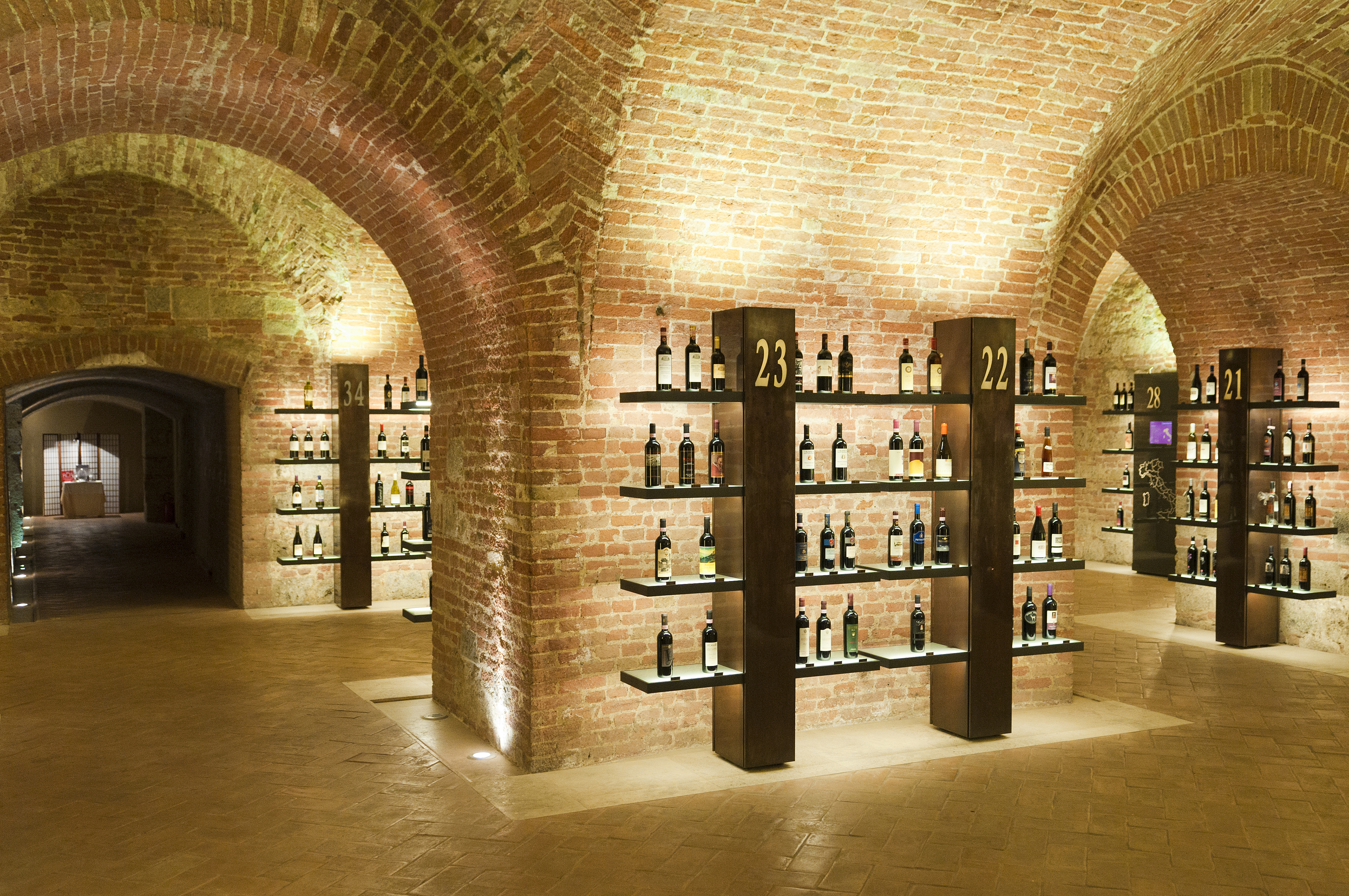
L'exposition parlante de vins

L'Enoteca Italiana est une œnothèque située à Sienne en Toscane, installée depuis 1933 dans une forteresse médicéenne du XVIe siècle. C'est une institution publique, créée pour promouvoir le vin italien. Elle propose une exposition parlante de tous les vins d'Italie, de la vente au détail et des services de restauration. En outre, cette institution a aussi un rôle de publication, éditant des cartes et guides des vignobles du pays.